# Igor Matković
Igor Matković je rojen leta 1983 v Ljubljani. Njegovi prvi stiki s trobento so bili povezani z očetom trobentačem, ki je postal njegov prvi učitelj. Že v zgodnjih letih je dosegal vidne uspehe na državnih tekmovanjih v Sloveniji. Z jazz glasbo je prišel v stik z očetovimi ploščami. Skozi poslušanje trobentačev, kot so Miles Davis, Clifford Brown, Freddie Hubbard, Duško Gojkovič in mnogimi drugimi, se je vse bolj približeval jazzovskemu zvoku kateremu je kasneje tudi sledil.
A pot ga je od igranja trobente do jazza privedla šele kasneje, na srednji šoli je namreč sprva obiskoval oddelek za klasiko, vzporedno pa je nato hodil tudi na oddelek za jazz in pop glasbo. »Skozi klasično glasbo se zelo dobro pripraviš na tehnično plat igranja inštrumenta, kar se mi zdi v začetni fazi razvoja zelo pomembno. Kaj potem izvajaš, pa mora biti odraz tvojega karakterja,« je pred leti dejal v enem od intervjujev. »V osnovi me je pri jazzu pritegnil element improvizacije. Način razmišljanja, ki ti omogoča svobodo, spontanost. Nikoli pa se nisem žanrsko omejeval. A tudi pri jazz glasbi se lahko ujameš v začaran krog in nehaš raziskovati ter zgolj poustvarjaš glasbo nekega obdobja. To me nikoli ni zanimalo. Imam srečo, da večinoma sodelujem in ustvarjam z glasbeniki, ki raziskujejo,« še poudarja.
Že zelo zgodaj je začel sodelovati z glasbeniki na različnih glasbenih področjih. Na začetku se je v različne glasbene projekte vključeval kot trobentač, producent ali klaviaturist. V tem času je posnel preko 30 plošč v različnij sestavah, ki so delovale v širšem glasbenem okolju.
Igor Matković je eden izmed glasbenih mojstrov, katerih obrazov ne pozna vsak, zagotovo pa vsi poznajo njihova dela, četudi morda sploh ne vedo, da so njihova. Ne pojavlja se v revijah rumenega tiska, bi se pa verjetno pojavljal v strokovnem glasbenem tisku, če bi ga v Sloveniji premogli več, saj glasbeni kritiki menijo, da je eden od vidnejših draguljev domače scene. Igorja Matkovića povezujemo z jazzom, vendar žanr, ki ga ustvarja presega to opredelitev, saj ne spada v tradicionalne okvirje, tudi v tipične svobodno-improvizacijske ne. Ustvarja v prostoru, ki ga doslej pri nas ni bilo in si ga je ustvaril kar sam. Nastopal je že domala po vsem svetu, od festivalov v Egiptu in na Portugalskem do gostovanj v Maroku in na Kitajskem, kjer je poučeval na prvem Summer Jazz Campu v organizaciji China Jazz Association.
Matković je tudi učitelj na jazz oddelku konservatorija za glasbo in balet v Ljubljani. Prav tako je avtor filmske glasbe, saj je ustvaril zvokovno podlago za znane TV-serije, kot sta Usodno vino in Reka ljubezni. Zelo pogosto sodeluje z glasbenimi kolegi na slovenski sceni s katerimi soustvarja sodobno slovensko glasbo, med njimi sta na primer tudi Magnifico in N’toko, s katerima jih druži dolgoletno sodelovanje.
Leta 2010 je v duetu s pianistom Markom Črnčecem izdal glasbeni prvenec "Motion In Two Dimensions”. Na plošči sta s Črnčecem predstavila na svoj način predelane znane jazz standarde. Strokovna javnost je album opisala kot: "Celovit pristop in obvladanje jazz tradicije, ki je pomembno za nadaljnji razvoj in pristop k modernejšim kompozicijam.”
Leta 2011 je ustanovil zasedbo Igor Matkoić "SONIC MOTION”. Gre za idejo o skupini glasbenikov, ki se v enakem sestavu razvija in išče glasbeno obliko, ki je odraz dolgotrajnega skupnega ustvarjanja in poglabljanja. V njej je Matković opravil vlogo trobentača in komponista. Izdali so albuma Sonic Motion in State of Ku.
S svojim kvintetom je leta 2019 izdal četrti samostojni album Ephemeral Lake, na katerem lahko slišite tudi enega najbolj priznanih evropskih pianistov Marcina Wasilewskega. V zadnjem obdobju je aktiven s projektom Ecliptic, ki je bil premierno predstavljen v Križankah na 60. Ljubljana Jazz festivalu.
1. 1 2  Igor Matkovič, slovenski trobentar — 1974.